# Ляхов Андрій Олександрович
Андрій Олександрович Ля́хов (20 листопада 1982, Чернівці, Україна  — 3 січня 2013, Стоуні-Брук, США) — український вчений в галузі квантової фізики та теоретичної кристалографії, найбільш відомий роботами по розвитку і удосконаленню методу  передбачення кристалічних структур і комп'ютерному пошуку нових речовин з наперед заданими властивостями.

## Біографічні відомості
Андрій Ляхов народився 20 листопада 1982 р. в м. Чернівці. В 1999 році закінчив Чернівецьку гімназію №1 із золотою медаллю. Бронзовий призер XI міжнародної Олімпіади з інформатики у 1999 році. В 2004 році отримав дипломи магістра фізики (спеціалізація — теоретична фізика) і магістра комп’ютерних систем та мереж в Чернівецькому національному університеті ім. Ю. Федьковича з відзнакою. Наукову роботу почав в 2000 році в ЧНУ під керівництвом професора С. В. Мельничука. В 2003 році був запрошений  в аспірантуру Базельського університету на фізичний факультет. Під керівництвом професора Крістофа Брудера в 2007 році захистив дисертацію   з відзнакою (magna cum laude)  .

## Наукова робота і досягнення
Перша наукова публікація Андрія Ляхова в міжнародних наукових журналах вийшла в 2001 році на 2 курсі його навчання в ЧНУ. В 2003 році в Physical Review опублікована його робота по вивченю теплопровідності в двовимірному електроному газі.
Результати його PhD роботи були пов’язані з розрахунками ланцюжків Джозефсонівських кубітів, які використовуються в розробках квантових комп’ютерів.
З 2007 року — головний розробник програмного коду до методу комп'ютерного дизайну нових речовин та передбачення кристалічних структур USPEX (Universal Structure Predictor Evolutionary Crystallography), який базується на еволюційних алгоритмах передбачення властивостей кристалічних структур, і дозволяє прогнозувати параметри кристалічної структури речовини, кристали якої не були  досліджені експериментально.  Використання програми дозволяє ефективно вирішувати основну задачу теоретичної кристалографії: передбачати і отримувати матеріали із заданими властивостями.
Андрій Ляхов — автор багатьох наукових статей, результати його роботи опубліковані в найпрестижніших журналах: Nature, Science, Proceedings of the National Academy of Sciences of the USA, Physical Review Letters, Physical Review, New Journal of Physics, Computer Physics Communications, Journal of Chemical Physics і багатьох інших. Автор розділу в книзі «Modern Methods of Crystal Structure Prediction». Berlin: Wiley-VCH, 2010 [Архівовано 12 березня 2018 у Wayback Machine.]. Кількість цитувань його робіт станом на травень 2025 року згідно наукометричної  бази Google Scholar  становить 7450 цитувань. Індекс Хірша (h-index) дорівнює — 27.
Брав участь в багатьох престижних наукових конференціях: Конгрес  Німецького фізичного товариства (Берлін 2005, Регенсбург 2007), Міжнародний кристалографічний конгрес (Осака 2008, Мадрид 2011), Гордоновські конференції (США 2010, 2012), доповідав на семінарах СЕСАМ (Лозанна 2009, 2012), Енгельберг 2006, Бад Хоннеф 2006, Інсбрук 2007,  Міннесота 2010, Даллас 2011. Був організатором симпозіумів в наукових конференціях SMEC (Маямі  2009, 2011). Лектор і організатор семінарів-воркшопів по програмі USPEX (Франція, Китай — 2011, Швейцарія, США — 2012). Починаючи з 2013 року, ці воркшопи, в пам'ять Андрія Ляхова, носять його ім’я: Lyakhov school on Computational Materials Science [Архівовано 3 січня 2020 у Wayback Machine.].
У віці 28 років Андрій Ляхов отримав професорську посаду науковця-дослідника в університеті штату Нью-Йорк у Стоуні-Брук (США).
На базі програми USPEX Андрій Ляхов разом з колегами розвинув метод передбачення стійких з'єднань. Задача пошуку стабільної структури речовини вирішується за допомогою методу глобальної оптимізації. Цим методом багатьма науковцями в світі було теоретично передбачено цілий ряд нових матеріалів . Ще одне досягнення в роботі Андрія Ляхова — реалізація гібридного еволюційного підходу для оптимізації фізичних властивостей і дизайну матеріалів [Архівовано 8 липня 2017 у Wayback Machine.], що дає можливість прогнозувати, які саме речовини будуть володіти потрібними властивостями.
Андрій Ляхов разом з Артемом Огановим розробив модель твердості кристалів. В теорії розрахунків твердих матеріалів використовується модель Ляхова-Оганова (Lyakhov-Oganov model).
Андрій Ляхов є автором поетичних творів та есе. У 2015 році київське видавництво «Laurus» спільно з журналом «Радуга» випустило книгу віршів і прозових мініатюр Андрія Ляхова під назвою «Діамант долі».

## Публікації
- A R Oganov  AO Lyakhov, Q Zhu, (2015) Method for predicting optimized crystal structures US Patent 9,009,009
- ZhuQ., Oganov A.R., Lyakhov A.O., YuX.X. (2015). Generalized evolutionary metadynamics for sampling the energy landscapes and its applications.Phys. Rev. B, 92, 024106.
- Qian, G. R., Lyakhov, A. O., Zhu, Q., Oganov, A. R., & Dong, X. (2014).Novel Hydrogen Hydrate Structures under Pressure.Sci. Rep. 4, 5606
- Oganov A.R., Lyakhov A.O., Zhu Q. (2014).Theory of Superhard Materials.Comprehensive Hard Materials 3, 59-79
- ZengQ.F., OganovA.R., Lyakhov A.O., XieC., ZhangX.D., ZhangJ., ZhuQ., WeiB., GrigorenkoI., ZhangL. andChengL.(2014). Evolutionary search for new high-k dielectric materials: methodology and applications to hafnia-based oxides. ActaCryst.C70, 76-84
- Zhang W.W., Oganov A.R., GoncharovA.F., ZhuQ., Boulfelfel S.E., Lyakhov A.O., Stavrou E., SomayazuluM., PrakapenkaV.B., Konopkova Z. (2013). Unexpectedstoichiometriesofstablesodiumchlorides. Science 342, 1502-1505
- Lyakhov A.O.,Oganov A.R., Stokes H.T., Zhu Q. (2013).New developments in evolutionary structure prediction algorithm USPEX.Comp. Phys. Comm. 184, 1172-1182
- CH Hu, AR Oganov, Q Zhu, GR Qian, G Frapper, AO Lyakhov, HY Zhou (2013) Pressure-induced stabilization and insulator-superconductor transition of BH Physical review letters 110 (16), 165504
- Q Zhu, DY Jung, AR Oganov, CW Glass, C Gatti, AO Lyakhov (2013) Stability of xenon oxides at high pressures Nature chemistry 5 (1), 61-65
- Zhu Q., Oganov A.R., Lyakhov A.O. (2013).Novel stable compounds in the Mg-O system under high pressure.Phys. Chem. Chem. Phys. 15, 7696-7700
- AR Oganov, A Lyakhov, M Valle, G Frapper (2012) Crystal structure prediction using the USPEX code. CECAM-Workshop Lausanne, 22-26
- Zhu Q., Oganov A.R. and Lyakhov A.O. (2012) Evolutionary metadynamics: a novel method to predict crystal structures. Cryst. Eng. Comm. 14, 3596-3601.
- Lyakhov A.O., Oganov A.R. (2011) Evolutionary search for novel superhard materials. Phys. Rev. B84, 092103.
- Zhu Q., Oganov A.R., Salvado M.A., Pertierra P., and Lyakhov A.O. (2011) Denser than diamond: Ab initio search for superdense carbon allotropes. Phys. Rev. B83, 193410.
- Oganov A.R., Lyakhov A.O., Valle M. (2011) How evolutionary crystal structure prediction works - and why. Acc. Chem. Res. 44, 227-237.
- Wen X.D., Hand L., Labet V., Yang T., Hoffmann R., Ashcroft N.W., Oganov A.R., Lyakhov A.O. (2011) Graphane sheets and crystals under pressure. Proc. Natl. Acad. Sci. 108, 6833-6837.
- Lyakhov A.O., Oganov A.R., Valle M. (2010) Crystal structure prediction using evolutionary approach. In: Modern Methods of Crystal Structure Prediction (ed. A. R. Oganov). Berlin: Wiley-VCH.
- Oganov A.R., Ma Y., Lyakhov A.O., Valle M., Gatti C. (2010) Evolutionary crystal structure prediction and novel high-pressure phases. In: High-pressure crystallography (eds. E. Boldyreva, P. Dera), 293-325. Springer, Berlin.
- Lyakhov A.O., Oganov A.R., Valle M. (2010) How to predict very large and complex crystal structures. Comp. Phys. Comm. 181, 1623-1632.
- Oganov A.R., Lyakhov A.O. (2010) Towards the theory of hardness of materials. J. Superhard Mater. 32, 143-147.
- Oganov A.R., Ma Y.M., Lyakhov A.O., Valle M., Gatti C. (2010) Evolutionary Crystal Structure Prediction as a Method for the Discovery of Minerals and Materials. Reviews in Mineralogy and Geochemistry 71, 271-298.
- Oganov A.R., Ma Y.M., Xu Y., Errea I., Bergara A., Lyakhov A.O. (2010) Exotic behavior and crystal structures of calcium under pressure. Proc. Natl. Acad. Sci. 107, 7646-7651.
- Gao G., Oganov A.R., Li Z., Li P., Cui T., Bergara A., Lyakhov A.O., Ma Y., Iitaka T., Zou G. (2010) Crystal structures and superconductivity of stannane under high pressure. Proc. Natl. Acad. Sci. 107, 1317-1320.
- Zurek E., Hoffmann R., Ashcroft N. W., Oganov A.R., Lyakhov A.O. (2009) A little bit of lithium does a lot for hydrogen. Proc. Natl. Acad. Sci. 106, 17640-17643.
- Hu C. H., Oganov A.R., Lyakhov A.O., Zhou H. Y., Hafner J. (2009) Insulating states of LiBeH3 under extreme compression Phys. Rev. B79, 134116.
- Ma Y., Eremets M.I., Oganov A.R., Xie Y., Trojan I., Medvedev S., Lyakhov A.O., Valle M., Prakapenka V. (2009) Transparent dense sodium. Nature 458, 182-185.
- Martinez-Canales M., Oganov A.R., Lyakhov A.O., Ma Y., Bergara A. (2009) Novel Structures and Superconductivity of Silane under Pressure. Phys. Rev. Lett. 102, 087005.
- Hu C.H., Oganov A.R., Wang Y.M., Zhou H.Y., Lyakhov A. O., Hafner J. (2008) Crystal structure prediction of LiBeH3 using ab initio total-energy calculations and evolutionary simulations. J. Chem. Phys. 129, 234105.
- Ono S., Oganov A., Brodholt J.P., Vocadlo L., Wood I.G., Lyakhov A.O., Glass C.W., Côté A.S., Price G.D. (2008) High-pressure phase transformations of FeS: novel phases at conditions of planetary cores. Earth Planet. Sci. Lett. 272, 481-487.
- Lyakhov A.O., Braun D. and Bruder C. (2007) Role of interference in quantum state transfer through spin chains. Phys. Rev. A76, 022321.
- Lyakhov A.O. and Bruder C. (2006) Use of dynamical coupling for improved quantum state transfer. Phys. Rev. B74, 235303.
- Lyakhov A. and Bruder C. (2005) Quantum state transfer in arrays of flux qubits. New J. Phys. 7, 181.
- Lyakhov A.O., Mishchenko E.G.(2003) Thermal conductivity of a two-dimensional electron gas with Coulomb interaction. Phys. Rev. B67, R041304.
- Gritsuyk B.N., Lyakhov A.A., Mel'nichuk S.V., and Strebezhev V.N. (2001) Semiconductor Compound Thin Films Obtained with Capillary Evaporators. Technical Physics, Vol. 46, No. 9, 1121-1124.